# Фолк-Филд
База воздушной национальной гвардии Фолк-Филд (англ. Volk Field Air National Guard Base) — военный аэродром ВВС США в штате Висконсин, недалеко от города Дуглас.

## История
Историю аэродрома Фолк-Филд можно проследить до 1889 года, когда генерал-адъютант Чендлер Чепмен (англ. Chandler Chapman) определил место для проведения стрельбищ и велел разбить на этом месте военный лагерь. Тогда же участок земли был приобретён для Национальной гвардии штата Висконсин и основана постоянная тренировочная база. К 1903 году лагерь был расширен до 3,2 км² и использовался для обучения реорганизованной Национальной гвардии. Вплоть до Федерального созыва 1916 года базу посещали должностные лица других государств, наблюдая учения Национальной гвардии для обмена опытом.
В 1927 году база была переименована в честь подполковника Чарльза Р. Уильямса (англ. Charles R. Williams), занимавшего пост интенданта с 1917 года вплоть до своей смерти в 1926 году. База росла очень медленно, но после увеличения количества самолётов на вооружении, база стала расти. В 1935 была построена первая взлётно-посадочная полоса, а в 1936 году первая полоса с твёрдым покрытием.
В 1954 году правительство арендовало базу у штата Висконсин для проведения постоянных тренировок. В том же году началась работа над вооружением воздух-земля вблизи города Финли. В 1957 году по висконсинскому законодательству объект был признан постоянной тренировочной базой ВВС и переименован в память о первом пилоте ВВС Джероме А. Фолке (англ. Jerome A. Volk), погибшем во время войны с Кореей, в авиабазу Фолк-Филд.
В 1989 году база была переоборудована в Учебный Центр Боевой Подготовки.

## Оборудование
Аэродром Фолк-Филд имеет одну асфальтобетонную взлётную полосу длиной 2743 метров и шириной 46 метров.

## Инцидент Медведь

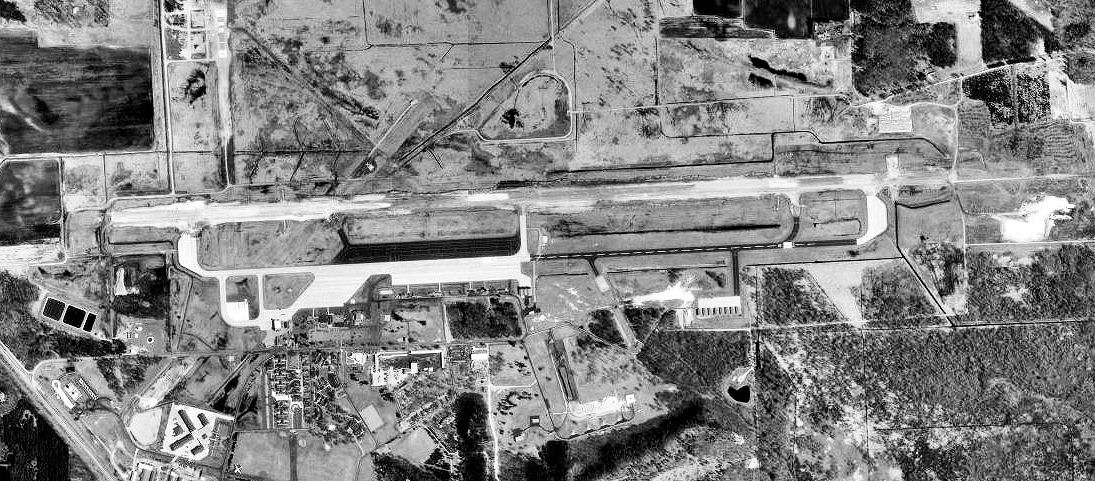
Авиабаза Фолк-Филд, фото USGS, 1998 год

Во время Карибского кризиса основное количество бомбардировщиков B-47 с ядерным оружием было рассредоточено на аэродроме Фолк-Филд, чтобы сделать их недоступными для ракет Советского Союза, главного противника США в этом конфликте.
25 октября 1962 года ВС США находились в режиме повышенной боевой готовности DEFCON 3. Около полуночи часовой военной базы в Дулуте заметил фигуру, перелезавшую через ограждение. Он открыл огонь на поражение и включил сигнал тревоги «саботаж», который автоматически распространился на соседние военные базы, в том числе Фолк-Филд. На аэродроме, вследствие монтажной ошибки, вместо сигнала «саботаж» сработал сигнал боевой тревоги, который отдал команду на взлёт перехватчикам, вооружённым ракетами с ядерными боеголовками. Поскольку DEFCON 3 не предусматривает учебных тревог, пилоты перехватчиков были уверены, что началась Третья мировая война.
Связавшись с базой в Дулуте, командование базы выяснило, что сигнал тревоги был ложным, но к тому моменту перехватчики уже начали движение по взлётно-посадочной полосе. Так как на аэродроме не было сигнальной вышки, из командного пункта был спешно послан автомобиль, который сигнализировал перехватчикам отмену приказа.
Как выяснилось, нарушителем был черный медведь, а не советские диверсанты, которых ожидал часовой.